# Powszechna Ordynacja Kryminalna
Powszechna Ordynacja Kryminalna (niem. Allgemeine Criminalgerichtsordung) – austriacki kodeks prawa karnego formalnego wydany w 1788 roku. Przewidywała inkwizycyjny model postępowania wszczynany z urzędu i prowadzony przez jeden podmiot - sędziego. Proces odbywał się według zasad pisemności, tajności i pośredniości. Oskarżonemu nie przysługiwało prawo do obrońcy. Stosowała legalną teorię dowodową w wersji pozytywnej (przyznanie się do winy stanowiło koronny dowód). Wyrok był zatwierdzany z urzędu. W pewnych sprawach można było wnieść odwołanie (rekurs).